# Guilherme Camilo
Guilherme Dias Camilo (* 4. März 1982) ist ein brasilianischer Fußballschiedsrichterassistent. Er steht seit 2015 auf der Liste der FIFA-Schiedsrichter.

## Karriere
Als Assistent hatte er nach Einsätzen in der heimischen Liga unter anderem auch Einsätze in der Copa Sudamericana und der Copa Libertadores. Für die U-17-Südamerikameisterschaft 2023 (unter Savio Pereira Sampaio) als auch die U-20-Weltmeisterschaft 2023 (unter Ramon Abatti) wurde er als Assistent nominiert und bekam jeweils einige Einsätze.
Anfang April 2024 wurde er für die Olympischen Sommerspiele 2024 als Assistent in das Team von Abatti berufen.